# Эйлмер (озеро)
Эйлмер (англ. Aylmer Lake) — озеро Северо-Западных территорий в Канаде.

## География
Озеро расположено северо-восточнее Большого Невольничьего озера между озёрами Маккей и Клинтон-Колден. С последним озеро соединено широкой протокой и фактически составляет одно целое. Одно из больших озёр Канады — площадь водной поверхности 809 км², общая площадь — 847 км², седьмое по величине озеро Северо-Западных территорий. Высота над уровнем моря 375 метров.
По форме озеро несколько напоминает перевёрнутую букву «Т», с севера на юг и с запада на восток протянулось на 60 км. Ближайший город, Йеллоунайф, находится более чем в 300 км к юго-западу от озера.

## Фауна
В районе озера, среди нетронутой природы, в естественной среде, обитают арктические волки, медведи гризли, росомахи, карибу, овцебыки, прибрежные и водоплавающие птицы.
В летнее время озеро является одним из центров любительского рыболовства в Канаде. Специализация: озёрная форель и арктический хариус.

## История
Озеро открыл и исследовал английский военный моряк Джордж Бак (1796—1878) во время своей экспедиции 1833—1835 годов
Озеро Эйлмер присутствует в названии книги «Прерии Арктики. 2000 миль на лодке в поисках карибу. Описание путешествия севернее озера Эйлмер» известного канадского писателя Эрнеста Сетон-Томпсона.